# العلاقات البليزية اللاوسية
العلاقات البليزية اللاوسية هي العلاقات الثنائية التي تجمع بين بليز ولاوس.

## مقارنة بين البلدين
هذه مقارنة عامة ومرجعية للدولتين:
| وجه المقارنة                                              | بليز         | لاوس        |
| --------------------------------------------------------- | ------------ | ----------- |
| المساحة (كم2)                                             | 22.97 ألف    | 236.80 ألف  |
| عدد السكان (نسمة)                                         | 374.68 ألف   | 6.86 مليون  |
| الكثافة السكانية (ن./كم²)                                 | 16.31        | 28.97       |
| العاصمة                                                   | بلموبان      | فيينتيان    |
| اللغة الرسمية                                             | لغة إنجليزية | اللغة اللاو |
| العملة                                                    | دولار بليزي  | كيب لاوي    |
| الناتج المحلي الإجمالي (بليون دولار)                      | 1.84 مليار   | 16.85 مليار |
| الناتج المحلي الإجمالي (تعادل القوة الشرائية) بليون دولار | 3.05 مليار   | 38.71 مليار |
| الناتج المحلي الإجمالي الاسمي للفرد دولار أمريكي          | 4.88 ألف     | 1.82 ألف    |
| الناتج المحلي الإجمالي للفرد دولار أمريكي                 | 8.42 ألف     |             |
| مؤشر التنمية البشرية                                      | 0.715        | 0.575       |
| رمز المكالمات الدولي                                      | +501         | +856        |
| رمز الإنترنت                                              | .bz          | .la         |
| المنطقة الزمنية                                           | 00           | ت ع م+07:00 |

## منظمات دولية مشتركة
يشترك البلدان في عضوية مجموعة من المنظمات الدولية، منها:
| علم المنظمة | اسم المنظمة                        | تاريخ انضمام بليز | تاريخ انضمام لاوس |
| ----------- | ---------------------------------- | ----------------- | ----------------- |
|             | مؤسسة التنمية الدولية              | 19 مارس 1982      | 28 أكتوبر 1963    |
|             | يونسكو                             | 10 مايو 1982      | 9 يوليو 1951      |
|             | وكالة ضمان الاستثمار متعدد الأطراف | 29 يونيو 1992     | 5 أبريل 2000      |
|             | الأمم المتحدة                      | 25 سبتمبر 1981    | 14 ديسمبر 1955    |
|             | البنك الدولي للإنشاء والتعمير      | 19 مارس 1982      | 5 يوليو 1961      |
|             | منظمة حظر الأسلحة الكيميائية       | ?                 | ?                 |
|             | مؤسسة التمويل الدولية              | 19 مارس 1982      | 29 يناير 1992     |
|             | منظمة الشرطة الجنائية الدولية      | ?                 | ?                 |

## وصلات خارجية
- موقع وزارة الخارجية البليزية
- موقع وزارة الخارجية اللاوسية